# Zgrada, Tomislavov trg 2 (Samobor)
Zgrada na Tomislavovom trgu 2, građevina u mjestu i gradu Samobor, zaštićeno kulturno dobro.

## Opis
Stambeno - poslovna uglovnica na Trgu kralja Tomislava 2 nalazi se u središtu grada Samobora. Svojom pozicijom definira zapadni ugao Šmidhenove ulice i glavnog trga. To je jednokatna građevina pravokutnog tlocrta pokrivena dvostrešnim skošenim krovištem. Sagrađena je sredinom 19. stoljeća na mjestu starijeg objekta. U prizemlju su bile izvorno trgovine, a kat je imao stambenu funkciju, s reprezentativnim sobama orijentiranim prema trgu, te pomoćnim prostorijama orijentiranim prema dvorištu. Prizemlje ima pruske svodove na segmentnim lukovima, dok prostorije kata imaju drveni grednik ožbukanog podgleda. Kvalitetan je primjer građanske stambene arhitekture ranog historicizma.

## Zaštita
Pod oznakom Z-4734 zaveden je kao nepokretno kulturno dobro - pojedinačno, pravna statusa zaštićena kulturnog dobra, klasificirano kao "profalna graditeljska baština".